# Arne Jacobsen
Arne Emil Jacobsen (Copenhague, 11 de fevereiro de 1902 — Copenhague, 24 de março de 1971) foi um arquiteto, decorador, projetista de móveis, têxtil e de cerâmicas dinamarquês. Ele é um dos arquitetos e designers de móveis modernos mais conhecidos do século XX, e seus trabalhos mais notáveis foram as cadeiras Egg, Ant, e Swan.

## Biografia
Arne Jacobsen, filho de pais judeus de classe média alta, nasceu em Copenhaga em 11 de fevereiro de 1902. Inicialmente, esperava se tornar um pintor, mas foi dissuadido por seu pai, que o encorajou a optar pelo domínio mais seguro da arquitetura. Depois de um período como aprendiz de pedreiro, Jacobsen foi admitido na Escola de Arquitetura da Academia Real Dinamarquesa de Belas Artes, onde de 1924 a 1927 estudou com Kay Fisker e Kaj Gottlob, ambos arquitetos e designers renomados. Como um jovem arquiteto em 1929, ele ganhou o prêmio House of the Future na Exposição de Edifícios e Habitações da Associação de Arquitetos Acadêmicos no Fórum, em Copenhaga.
Após esse prêmio, Jacobsen abriu o seu próprio escritório e trabalhou com o arquiteto Poul Holsoe. O conjunto habitacional Bella Vista foi construído por ele de 1931 a 1934. O nome Bella vista deriva da vila Bella Vista que anteriormente ficava no local.
Durante a Segunda Guerra Mundial, Jacobsen foi forçado a fugir para a Suécia, onde passou a maior parte do tempo desenhando papéis de parede e tecidos. Em 1945, ele retornou à Dinamarca e retomou suas atividades arquitetônicas, que incluíam a cadeira Ant em 1951 e da série sete em 1955, lançando sua reputação como designer de móveis de renome mundial. Em 1956, ele recebeu sua encomenda de maior prestígio, o SAS Royal Hotel em Copenhague, para o qual criou tudo nos mínimos detalhes, incluindo cinzeiros, iluminação e talheres. Também em 1956, ele aceitou o cargo de professor de arquitetura na Skolen para Brugskunst. Além disso, ele produziu as cadeiras Egg e Swan em 1958, aclamadas por suas qualidades esculturais orgânicas.
Na década de 1960, Jacobsen se voltou cada vez mais para formas como o círculo, o cilindro, o triângulo e o cubo, sempre com um olhar voltado para a proporção. Suas obras notáveis dessa década foram St. Catherine’s College, Reino Unido (1966), o Castrop-Rauxel na Alemanha (1976) e a Embaixada Real da Dinamarca em Londres (1977) que foram concluídos após sua morte repentina em 24 de março de 1971 por um infarto. Hoje, além de suas muitas obras arquitetônicas, que podem ser vistas em Copenhague, suas peças podem ser encontradas em várias coleções internacionais, incluindo o Museu de Arte Moderna de Nova York, o Museu de Design de Londres e o Museu de Arte Moderna de São Francisco.

## Galeria

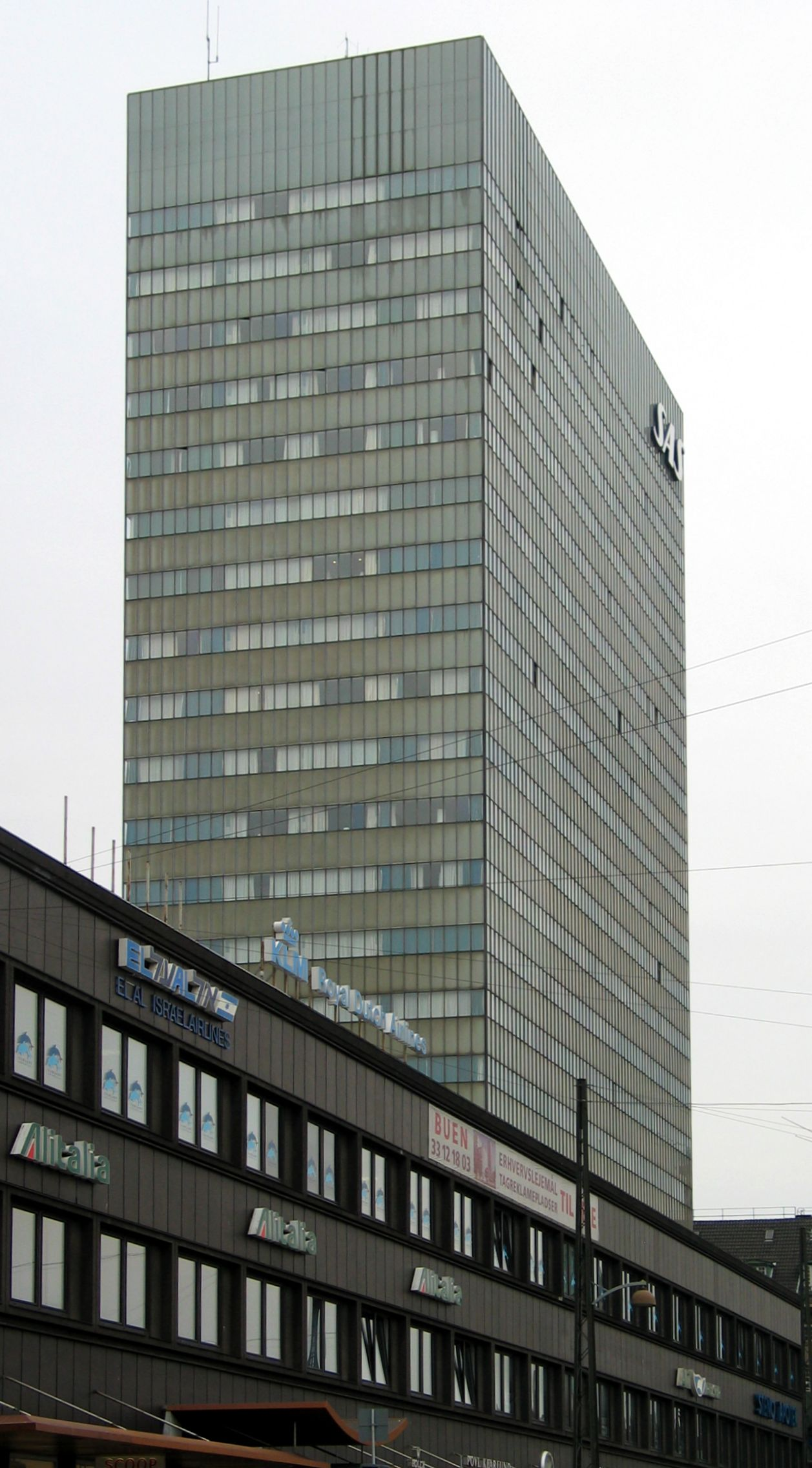
Radisson SAS Royal Hotel em Copenhague, Dinamarca, visto do oeste
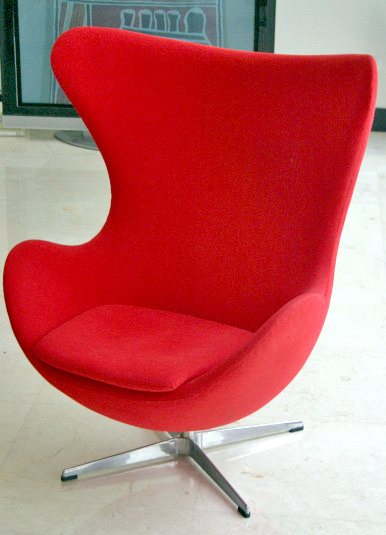
Cadeira Egg
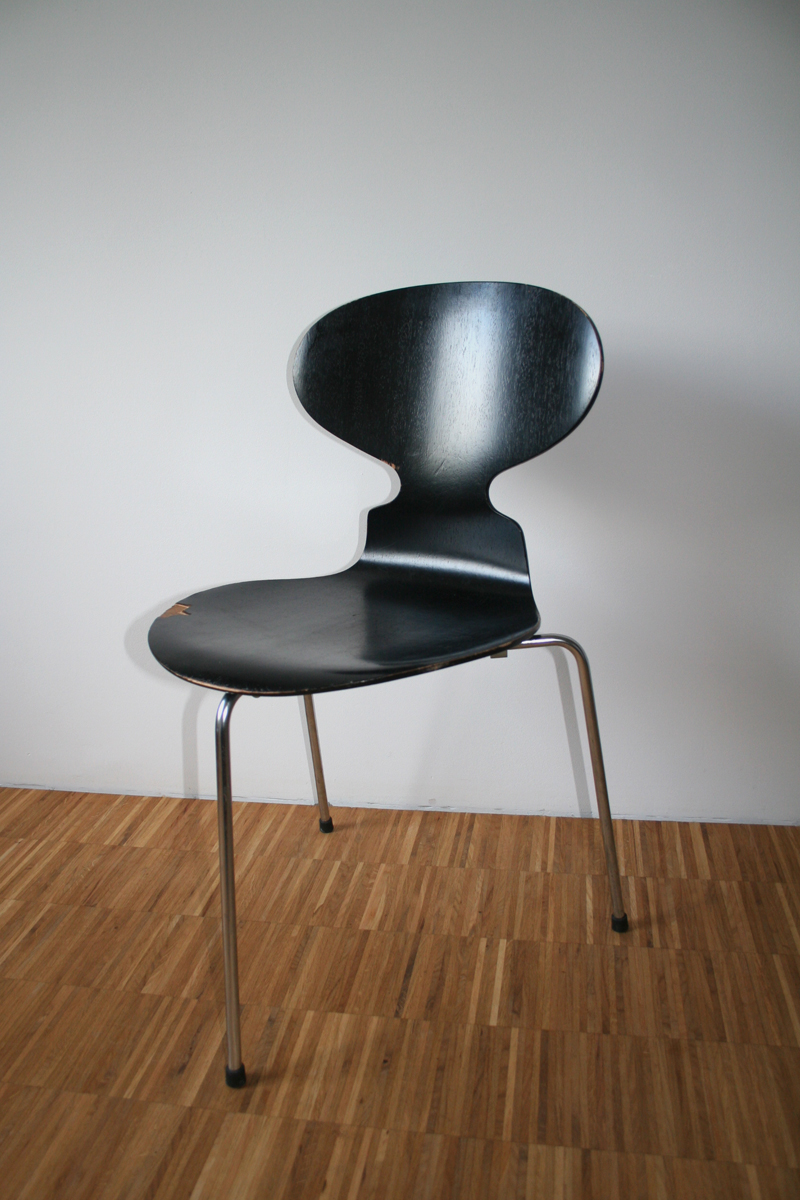
Cadeira Ant
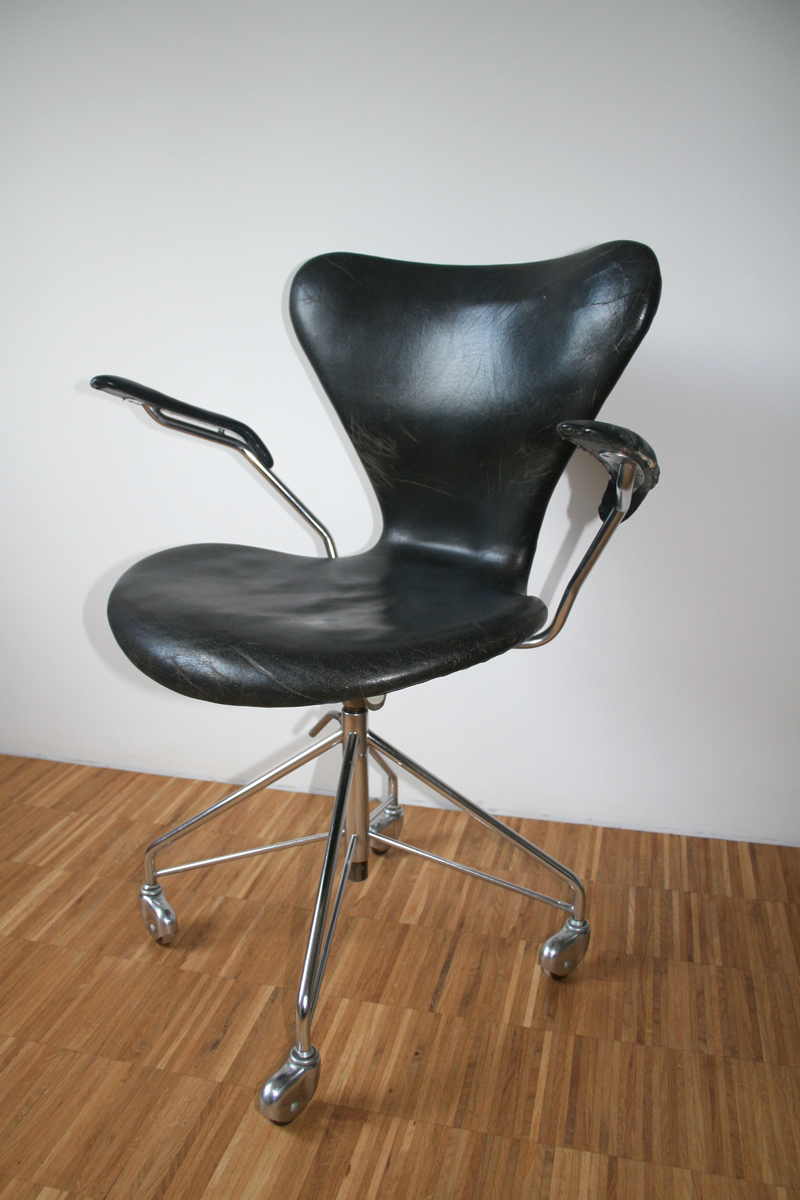
Cadeira da série 7
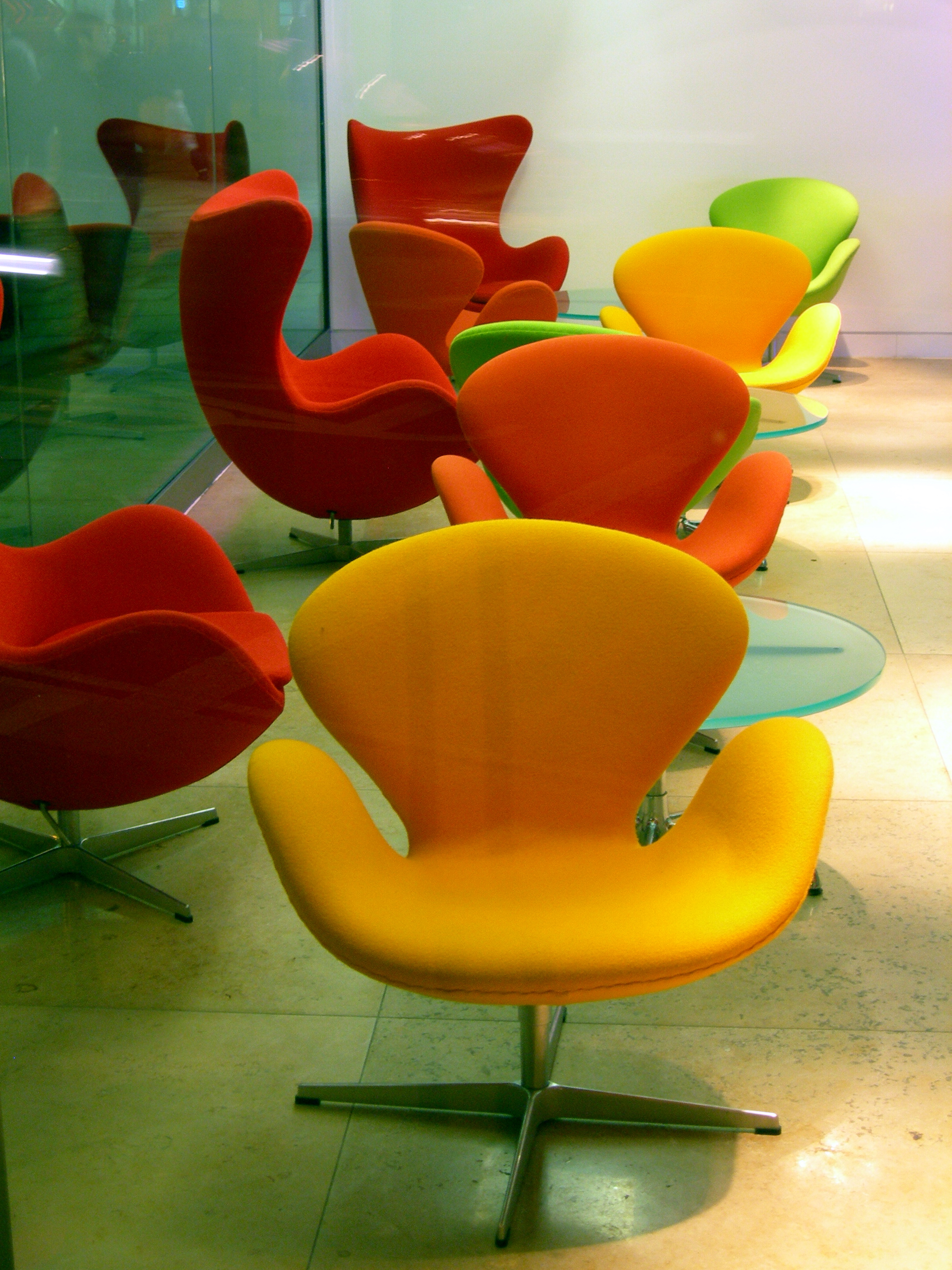
Em primeiro plano Cadeira Swan, na lateral esquerda cadeiras Egg
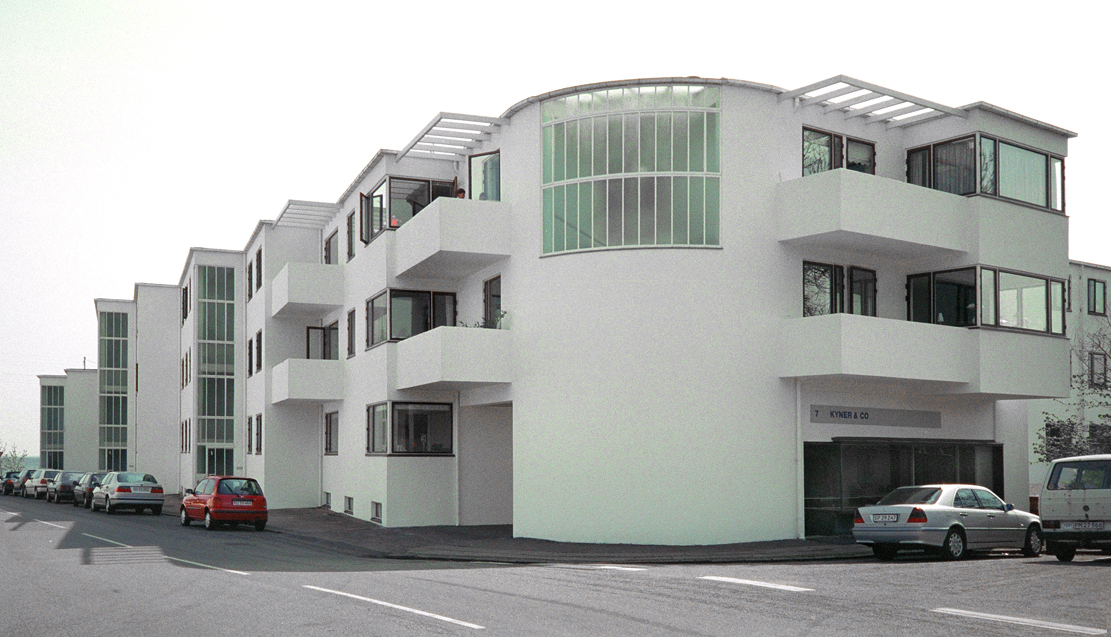
Bellavista,1934.